# Гассельбах (Рейн-Гунсрюк)
Гассельбах (нім. Hasselbach) — громада в Німеччині, розташована в землі Рейнланд-Пфальц. Входить до складу району Рейн-Гунсрюк. Складова частина об'єднання громад Кастеллаун.
Площа — 4,79 км2. Населення становить 225 ос. (станом на 31 грудня 2020).

## Галерея

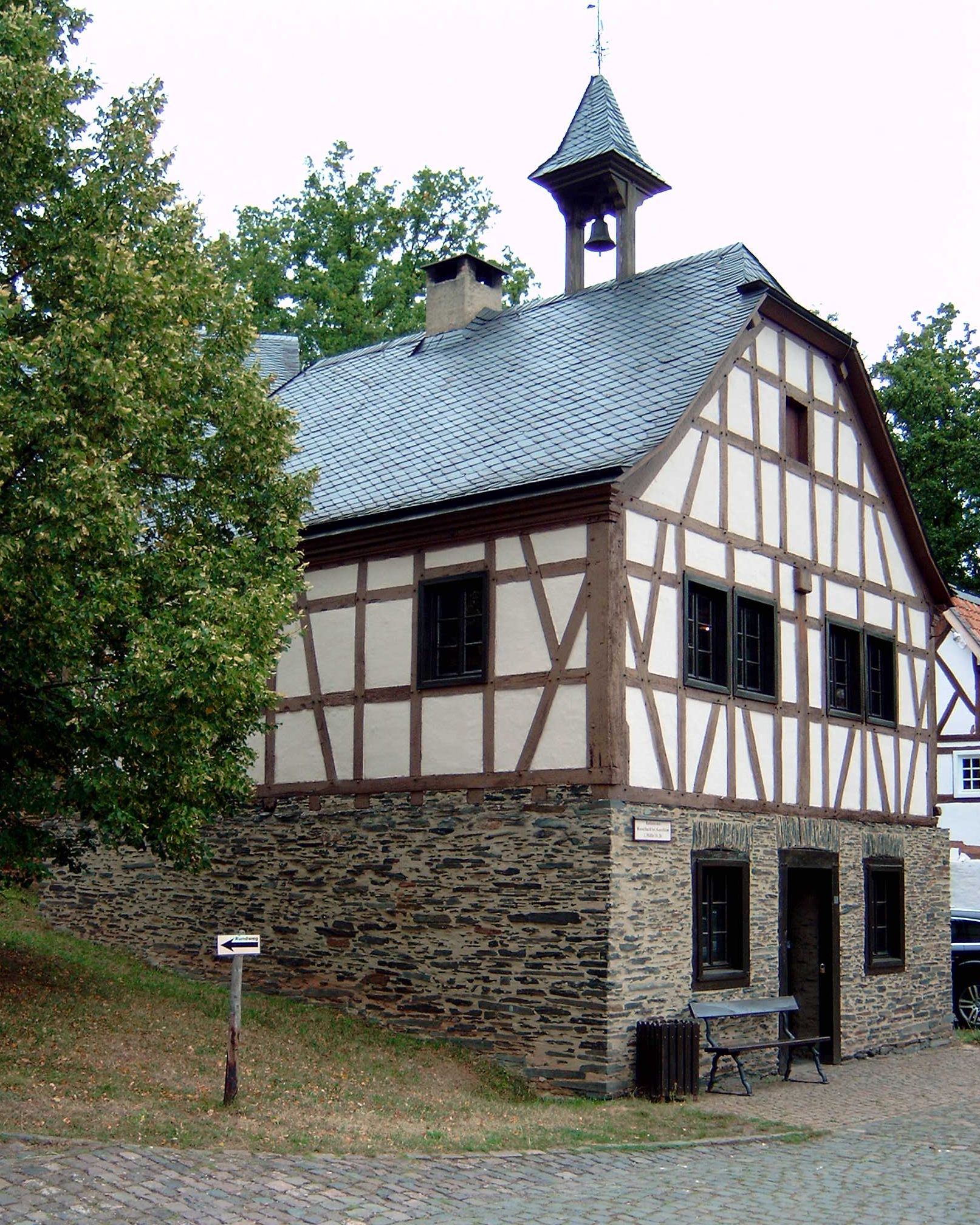
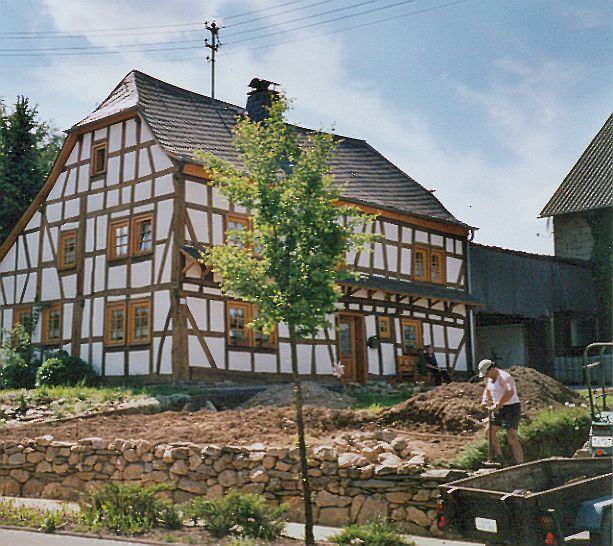